# Agapetas
Las Agapetas (latín, Agapetae, muy amadas), eran vírgenes que se consagraban a Dios con un voto de castidad y se asociaban con los Eclesiásticos por motivo de piedad y caridad. Esta asociación resultó más tarde en abusos y escándalos, por lo que los concilios del siglo IV lo prohibieron. El Concilio de Ancira, en 314, prohibió a las vírgenes consagradas a Dios vivir con los hombres como hermanas. Esto no corregía completamente la práctica, porque San Jerónimo acusó a monjes sirios de vivir en ciudades con las vírgenes cristianas. Las agapetas se confunde a veces con las sineisactas, o la mujer que vivía con los clérigos fuera del matrimonio, una clase contra la cual se dirigió el tercer canon del primer concilio de Nicaea (325). La práctica de los clérigos que vivían con mujeres fue finalmente condenada por el Primer y Segundo Concilio de Letrán.
Los Agapetas fueron también una rama del gnosticismo a finales del siglo IV, que sostenía que las relaciones sexuales eran solamente incorrectas si la mente era impura.